# Пиперидин
Пиперидин (пентаметиленимин) — гексагидропиридин, шестичленный насыщенный цикл с одним атомом азота. Бесцветная жидкость с аммиачным запахом, смешивается с водой, а также с большинством органических растворителей, образует азеотропную смесь с водой (35 % воды по массе, Tкип 92,8 °C) Входит в виде структурного фрагмента в фармацевтические препараты и алкалоиды. Получил своё название от латинского названия черного перца Piper nigrum, из которого впервые был выделен.
Пиперидин является прекурсором некоторых наркотических средств, что привело к его включению в список II наркотических средств США. Также входит в список II соглашения United Nations Convention Against Illicit Traffic in Narcotic Drugs and Psychotropic Substances (1988).
В России входит в Таблицу II Списка IV (прекурсоров, оборот которых в Российской Федерации ограничен и в отношении которых устанавливаются меры контроля), при концентрации выше 15 %.

## Методы получения
- В промышленности в основном гидрированием пиридина над дисульфидом молибдена или никелем Ренея при 200 °C в качестве катализатора

- Электрохимическим восстановлением:

- Из пиридина восстановлением натрием в абсолютном этаноле[5].

## Реакционная способность
По своим химическим свойствам пиперидин является типичным вторичным алифатическим амином. Образует соли с минеральными кислотами, легко алкилируется и ацилируется по атому азота, образует комплексные соединения с переходными металлами (Cu, Ni и т. п.). Нитрозируется азотистой кислотой с образованием N-нитрозопиперидина, при действии гипохлоритов в щелочной среде образует соответствующий N-хлорамин C5H10NCl.
При кипячении пиперидина с концентрированной йодоводородной кислотой происходит восстановительное раскрытие цикла с образованием пентана:
{\displaystyle {\mathsf {C_{5}H_{10}NH+4HI\rightarrow C_{5}H_{12}+NH_{3}+2I_{2}}}}
При исчерпывающем метилировании и расщеплении по Гофману образует пента-1,3-диен.
При нагревании в серной кислоте в присутствии солей меди или серебра пиперидин дегидрируется в пиридин.

## Нахождение в природе и биологическая роль
Сам пиперидин выделялся из перца. Пиперидиновый цикл является структурным фрагментом ряда алкалоидов. Так пиперидиновый цикл входит в структуру алкалоида кониина, содержащегося в болиголове пятнистом, в молекулу пиперина, придающего жгучий вкус чёрному перцу. Ещё одно производное пиперидина, соленопсин, находится в токсине огненных муравьёв.

## Применение
Пиперидин широко используется в органическом синтезе в качестве основного катализатора при альдольной конденсации, реакции Кнёвенагеля, как аминный компонент в реакции Манниха и реакции Михаэля.
Пиперидин как высококипящий вторичный амин используется для превращения кетонов в енамины, которые могут быть проалкилированы или проацилированы в α-положение (реакция Сторка).

## Безопасность
Токсичен как при попадании на кожу, так и при вдыхании паров. Легковоспламеним, температура вспышки 16 °C. Работы с ним проводятся в вытяжном шкафу.